# Vogel-Gletscher
Der Vogel-Gletscher ist ein Gletscher an der Danco-Küste des Grahamlands auf der Antarktischen Halbinsel. Er mündet 5 km südöstlich des Kap Willems in die Flandernbucht.
Der Gletscher ist noch unbenannt erstmals auf einer argentinischen Landkarte aus dem Jahr 1952 verzeichnet. Das UK Antarctic Place-Names Committee benannte ihn 1960 nach dem deutschen Fotochemiker Hermann Wilhelm Vogel (1834–1898), der 1873 die ersten orthochromatischen Fotofilme produziert hatte.